# Kvarteret Ängeln
Kvarteret Ängeln i Ronneby ingår i 1864 års rutnätsplan och byggdes på åkermark utanför den medeltida stadsgränsen. Åkermarken var kyrkohederns lönejord och hette därför Prästlyckan innan den bebyggdes. Häradshövding Gadd såg till att byta mark med kyrkan för att möjliggöra stadens utbyggnad. Marken som staden bytte med kyrkan låg vid Fredriksbergsskolan längre österut och är idag känd som Prästlyckan. I det nya kvarteret byggdes stora bostadshus med hantverkskaraktär i bottenvåningarna och 1910 etablerade sig Kooperativa Förbundet längs och Kungsgatan. Under 1960-talet revs stora delar av kvarteret för att ge plats för ytterligare en ny butik i likhet med kvarteret Victor. Den äldsta kvarvarande bebyggelsen i kvarteret är från 1920-talet. Bland annat användes delar av bebyggelsen som fängelse av Ronneby stads polis före förstatligandet av polisväsendet i Sverige.